# スターフィッシュ (潜水艦)
スターフィッシュ (HMS Starfish) はイギリス海軍の潜水艦。S級。
チャタム工廠で建造。1931年3月16日発注。1931年9月29日起工。1933年3月14日進水。1933年10月27日就役。
1939年8月24日、ダンディーより出航し、スタヴァンゲル南西へ向かう。9月1日に負傷者が出たため帰途につき、9月3日にダンディーに帰投した。9月11日、ダンディーより2度目の哨戒に出発。スタヴァンゲル南西へ向かう。9月21日、ダンディーに帰投。10月4日、ダンディーより3度目の哨戒に出発。ベルゲン北西へ向かう。10月17日、ロサイスに帰投。10月28日、ロサイスより4度目の哨戒に出発。ドッガーバンク沖へ向かう。11月7日、ブライス (Blyth) に帰投。11月23日、ブライスより5度目の哨戒に出発。ノルウェー南西沖やデンマーク西岸沖へ向かう。12月8日、ブライスに帰投。
1940年1月5日、ブライスより6回目の哨戒に出発。1月9日、ヘルゴラント島の西でドイツの駆逐艦とみられるもの（実際は掃海艇「M7」）を発見し艦長Thomas Turner大尉は攻撃を決めたが、発射命令を出したにもかかわらず魚雷が発射されなかったため攻撃は失敗に終わり、再攻撃のため潜望鏡を上げた。一方、「M7」はソナー (S-Gerät) で「スターフィッシュ」を捉え、潜望鏡も発見して爆雷攻撃を行ったが、こちらでも命令伝達にミスがあり、爆雷2発が投下されたのみであった。この爆雷により「スターフィッシュ」では潜舵の動力が失われ、Turnerは艦を水深約30メートルの海底まで沈め修理を試みた。「M7」は散発的に爆雷攻撃を続けたが、数時間後には海の状態が良くなってよりはっきりソナーで捉えられるようになり、そこで行った攻撃により「スターフィッシュ」に浸水を生じさせた。浸水を止められず、危機的な状態となった「シーホース」は浮上。ドイツ掃海艇の探照灯にとらえられ、また銃撃を受けた。逃走不可能であることから自沈のための手段がとられるとともに総員退艦命令が出され、乗員は全員捕虜となった。「スターフィッシュ」は、ドイツ人が乗り込む間もなく沈没した。